# 예수의 삶

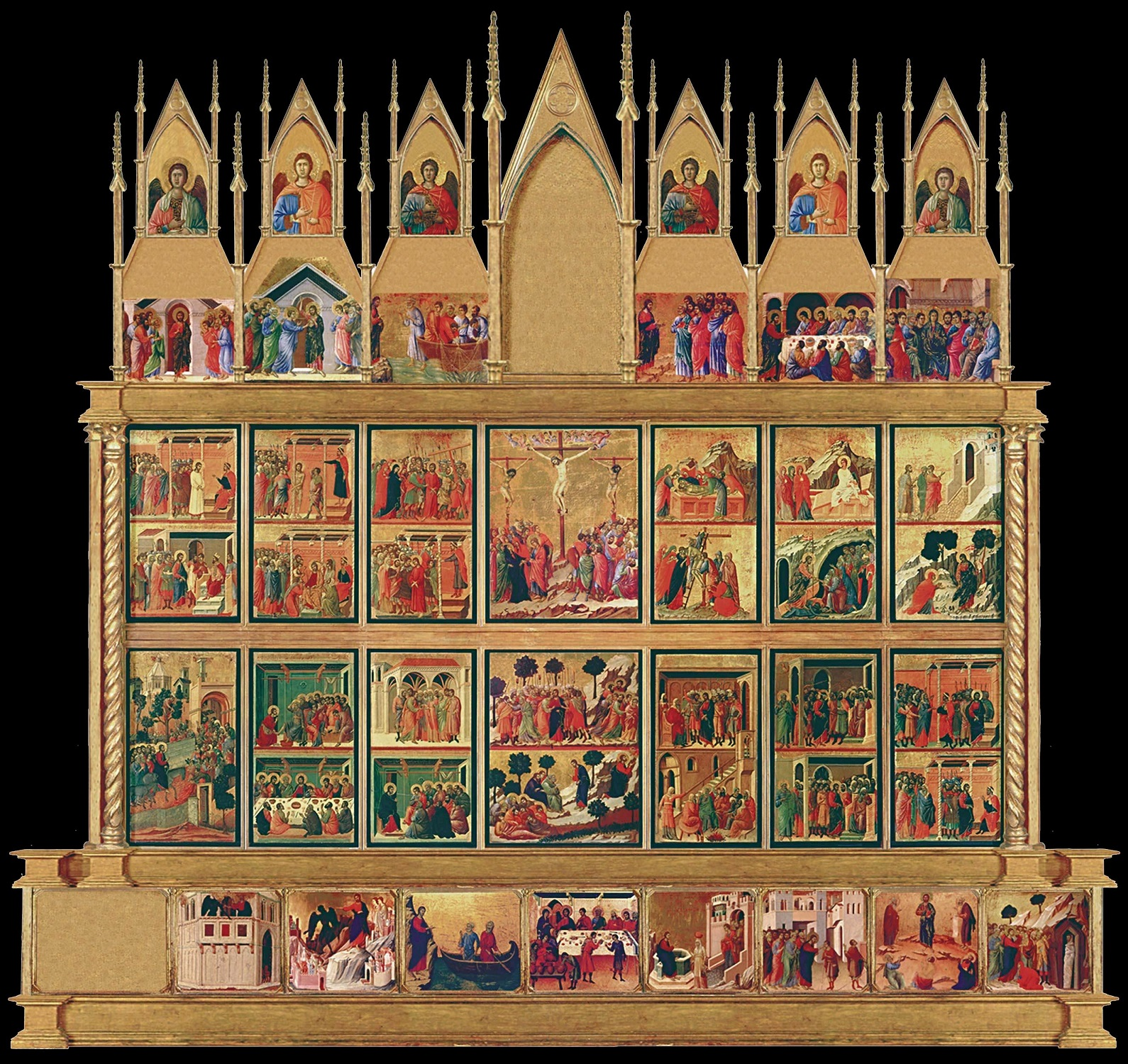
수난과 부활에 전념한 26개의 중앙 장면으로, 그리스도의 생애를 묘사한, 두초 작 마에스타 (1310).

신약 속 예수의 삶을 알기위해서는 신약의 네 정식 복음서는 예수의 삶의 이야기에 대한 정보의 일차 문헌이다. 그러나, 이러한 가능성이 서로 20 ~ 30년 내에 기록된 파울로스 서신과 신약 성경의 다른 부분은 , 또한 최후의 만찬 같은 자신의 삶의 주요 사건에 대한 참조를 포함한다는 것이다. 그리고 사도 행전 (1:1-11)은 정식 복음서보다 승천 사건에 대한 자세한 내용을 말한다. 신약에 나타난 예수를 통해 기독론의 근본적인 신학은 형성된다.

## 같이 보기
복음서, 연대기와 역사성
- 예수의 세례
- 그리스도 신화론
- 예수의 연대기
- 자세한 기독교 연표
- 복음서 합본
- 역사적 예수
- 기독교 속 예수
- 미술 속 그리스도의 삶
- 예수의 공생애
- 성경의 연표

관련 위치
- 아이온
- 알 마그타스
- 베타바라
- 예수 관련 신약 장소
- 까스르 엘 야후드

## 참고 도서
- Bruce J. Malina: Windows on the World of Jesus: Time Travel to Ancient Judea. Westminster John Knox Press: Louisville (Kentucky) 1993
- Bruce J. Malina: The New Testament World: Insights from Cultural Anthropology. 3rd edition, Westminster John Knox Press Louisville (Kentucky) 2001
- Ekkehard Stegemann and Wolfgang Stegemann: The Jesus Movement: A Social History of Its First Century. Augsburg Fortress Publishers: Minneapolis 1999
- Shailer Mathews (1899). 《A History of New Testament Times in Palestine》.